# Paolo Orosio
(Dante Alighieri, Paradiso, Canto X, vv. 118-120)
Paolo Orosio (in latino Paulus Orosius; Braga, 380 circa – 420 circa) è stato un presbitero, storico e apologeta romano.
Discepolo e collaboratore di Agostino d'Ippona, su invito di questi redasse gli Historiarum adversus paganos libri septem ("Sette libri delle storie contro i pagani") che dovevano servire da complemento storiografico a La città di Dio (De civitate Dei) del suo maestro.

## Biografia
Nato probabilmente a Bracara, ora Braga, in Portogallo, fra il 380 e il 390, le date di nascita e di morte non sono conosciute con esattezza. Il suo nomen Paulus è stato conosciuto soltanto dall'VIII secolo (e alcuni studiosi lo considerano contestabile). 
Essendosi presto consacrato al servizio di Dio, ordinato prete andò in Africa nel 413 o nel 414. Il motivo per cui ha lasciato il suo paese natale non è conosciuto; ci dice soltanto di aver lasciato la sua terra natia sine voluntate, sine necessitate, sine consensu. Si recò da Agostino, a Ippona, per chiedergli dei chiarimenti su alcuni punti della dottrina cristiana relativi all'anima e alla sua origine, punti che venivano messi in discussione dai Priscilliani. 
Nel 414 preparò per Agostino un Commonitorium de errore Priscillianistarum et Origenistarum al quale Agostino replicò con il suo Ad Orosium contra Priscillianistas et Origenistas. Per trovare una risposta a tali questioni riguardo all'anima e alla relativa origine, Orosio, su consiglio di Agostino, andò in Palestina, da Girolamo.
Pelagio stava allora tentando di diffondere in Palestina le sue dottrine eretiche, e Orosio aiutò Girolamo e altri nella lotta contro questa eresia. Nel 415 Giovanni, vescovo di Gerusalemme, che era favorevole agli insegnamenti di Origene e influenzato da Pelagio, radunò i preti in un concilio che si tenne a Gerusalemme. In questo concilio Orosio attaccò duramente gli insegnamenti di Pelagio. Ma, poiché Pelagio dichiarò che credeva impossibile che l'uomo potesse diventare perfetto e evitare di cadere in peccato senza l'aiuto di Dio, Giovanni non lo condannò, anzi decise che i suoi avversari avrebbero dovuto sostenere le proprie tesi di fronte a Papa Innocenzo. In seguito alla sua opposizione a Pelagio, Orosio venne in contrasto con il vescovo Giovanni, che lo accusava di aver sostenuto che non è possibile per l'uomo evitare il peccato nemmeno con la grazia di Dio.
In risposta a questa accusa, Orosio scrisse il suo Liber apologeticus contra Pelagium de Arbitrii libertate, in cui fa un resoconto dettagliato del Concilio di Diospolis del 415 e tratta in modo libero e corretto le due principali questioni contra Pelagium: la possibilità del libero arbitrio dell'uomo e la perfezione cristiana nel fare la volontà di Dio in terra.
Nella primavera del 416 Orosio lasciò la Palestina per ritornare da Agostino in Africa e di lì a casa. Portò una lettera di Girolamo (Epist. cxxxiv) a Agostino, come pure le scritture dei due vescovi della Gallia Hero e Lazaro, che in Palestina stavano combattendo contro il Pelagianesimo. Inoltre portò da Gerusalemme le reliquie da poco scoperte del protomartire Stefano e una lettera in latino del presbitero Luciano, che le aveva scoperte. Dopo un breve soggiorno presso Agostino a Ippona, Orosio cominciò il suo viaggio verso casa ma, raggiunta Minorca, venendo a sapere delle guerre e delle devastazioni dei Vandali in Spagna, ritornò in Africa. Le reliquie di santo Stefano, che aveva lasciato a Minorca, divennero oggetto di una venerazione che si diffuse in Gallia e in Spagna. Non si hanno più notizie di Orosio dopo il 418, anno di ultimazione della sua opera.

## Storie contro i pagani

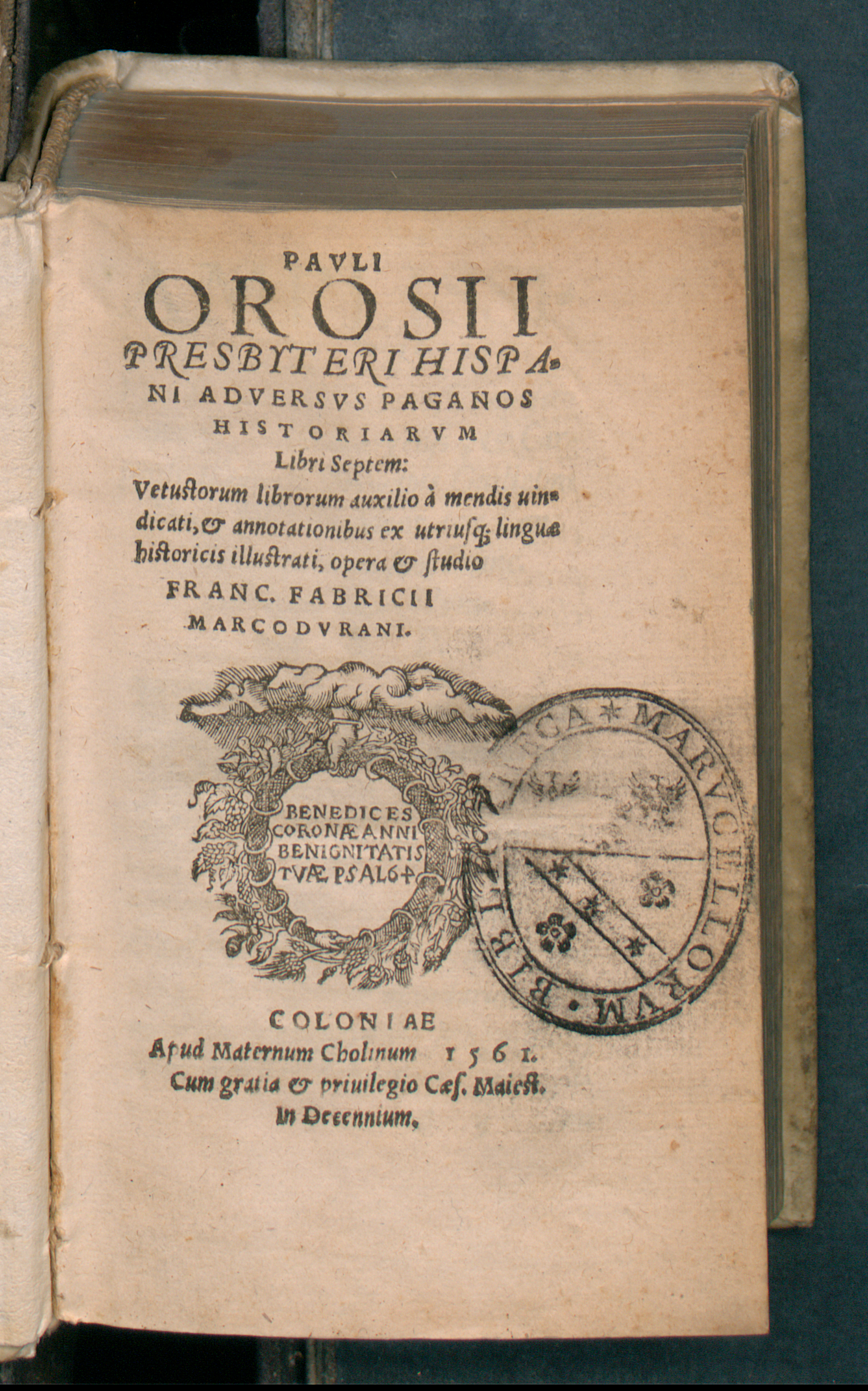
Historiae adversus paganos, 1561.

Orosio ritornò in Africa e, spinto da Agostino, scrisse la prima storia universale cristiana: gli Historiarum adversus paganos libri septem (Patrologia Latina, XXXI, 663 - 1174 o Orosii opera, ed. Zangemeister, in "Corpus script. eccl. lat.", V, Vienna, 1882), pensati come un complemento a La città di Dio (De civitate Dei) del maestro, in particolare al terzo libro, nel quale Agostino dimostra che l'Impero romano soffriva di varie calamità tanto prima quanto dopo l'affermarsi del Cristianesimo come religione ufficiale, contro la tesi pagana secondo la quale l'aver abbandonato gli dei romani era stata la causa delle calamità.
Agostino voleva che ciò fosse dimostrato in un'opera sé stante analizzando per intero la storia di tutte le popolazioni dell'antichità, e con l'idea fondamentale che Dio determina i destini delle nazioni. In base alla sua teoria, due imperi avevano, principalmente, governato il mondo: Babilonia a est e Roma a ovest. Roma aveva ricevuto l'eredità di Babilonia tramite gli imperi Macedone e poi Cartaginese. Così sostiene che ci furono quattro grandi imperi nella storia: un'idea ampiamente accettata nel Medioevo. Il primo libro descrive brevemente il mondo e ne traccia la storia dal Diluvio alla fondazione di Roma; il secondo fornisce la storia di Roma fino al sacco della città a opera dei Galli, della Persia fino a Ciro II e della Grecia fino alla battaglia di Cunassa; il terzo si occupa principalmente dell'impero macedone sotto Alessandro Magno ed i suoi successori, così come la storia romana contemporanea; il quarto porta la storia di Roma fino alla distruzione di Cartagine; gli ultimi tre libri trattano solo la storia romana, dalla distruzione di Cartagine fino ai giorni dell'autore. 
Oltre alle Sacre Scritture e alla Cronica di Eusebio di Cesarea rivista da Girolamo, utilizzò come fonti Livio, Eutropio, Cesare, Svetonio, Floro e Giustino. Conformemente allo scopo apologetico, sono descritte tutte le calamità sofferte dalle varie popolazioni.
Il lavoro, ultimato nel 418, mostra i segni di una certa fretta. Sebbene superficiale e frammentario, è, comunque, apprezzabile perché contiene informazioni contemporanee sul periodo dopo il 378.
Fu ampiamente utilizzato durante il Medioevo come compendio, tanto che è tramandata da quasi 200 manoscritti. È arrivata fino ai giorni nostri una traduzione anglosassone delle Historiae adversus paganos di Alfredo il Grande, nota anche come Orosio anglosassone (ed. H. Sweet, Londra, 1843); Bono Giamboni ne diede una traduzione in italiano; dalla traduzione di Bono Giamboni deriva una traduzione aragonese ancora inedita.